# Lestodiplosis quercus
Lestodiplosis quercus är en tvåvingeart som först beskrevs av Tavares 1919.  Lestodiplosis quercus ingår i släktet Lestodiplosis och familjen gallmyggor.
Artens utbredningsområde är Spanien. Inga underarter finns listade i Catalogue of Life.